# 阪本ひろ子
阪本 ひろ子（さかもと ひろこ）は愛知県豊川市出身の歌手、ダンスインストラクターである。TCスプラウトに所属。

## 人物
- 愛知県豊川市出身。
- 財団法人 日本サッカー協会 Jリーグマスコットガール[要出典]。

## 略歴・受賞歴
- 2002年 ZIP-FM 後援 名古屋ボトムラインコンテスト 特別賞受賞[要出典]
- 2006年 大阪 ORC200 VOCAL QUEEN CONTEST 第10回大会 グランプリ受賞
- 2009年 SINGER CONTEST in TOKYO 準優勝[要出典]。

## 出演番組

### テレビ
- NHK-BS2 おーいニッポン - 番組の企画「あなたが歌う県のうた」で秋元康が各都道府県ごとの歌をプロデュースしたうち、愛知県の「いんちゃんほい」を歌った「あい♡ティーンズ」の10人の中の1人。
- NHK総合テレビジョン さらさらサラダ - 東海・北陸地方の地域情報番組。
- TVS テレビ埼玉 音魂

### ラジオ
- FM豊橋 特別番組
- NHKラジオ
- ニッポン放送 オールナイトニッポン 有楽町音楽室
- FM豊橋 [BRAND NEW T・C] パーソナリティ。所属するTCスプラウトの提供で、番組を担当[要出典]。
- ZIP-FM
- Radio-i FRIDAY BEAT JAM
- 文化放送 伊藤俊吾のGeTaCha
- J-WAVE RADIO×SPIDER

### モデル
Yahoo BEAUTY 広告モデル